# スタヴァンゲル大聖堂
スタヴァンゲル大聖堂（スタヴァンゲルだいせいどう、ノルウェー語: Stavanger domkirke, 英語: Stavanger Cathedral）は、ノルウェー南西部、ローガラン県の港湾都市スタヴァンゲルにある大聖堂である。スタバンゲル大聖堂、スタヴァンガー大聖堂とも表記される。

## 概要

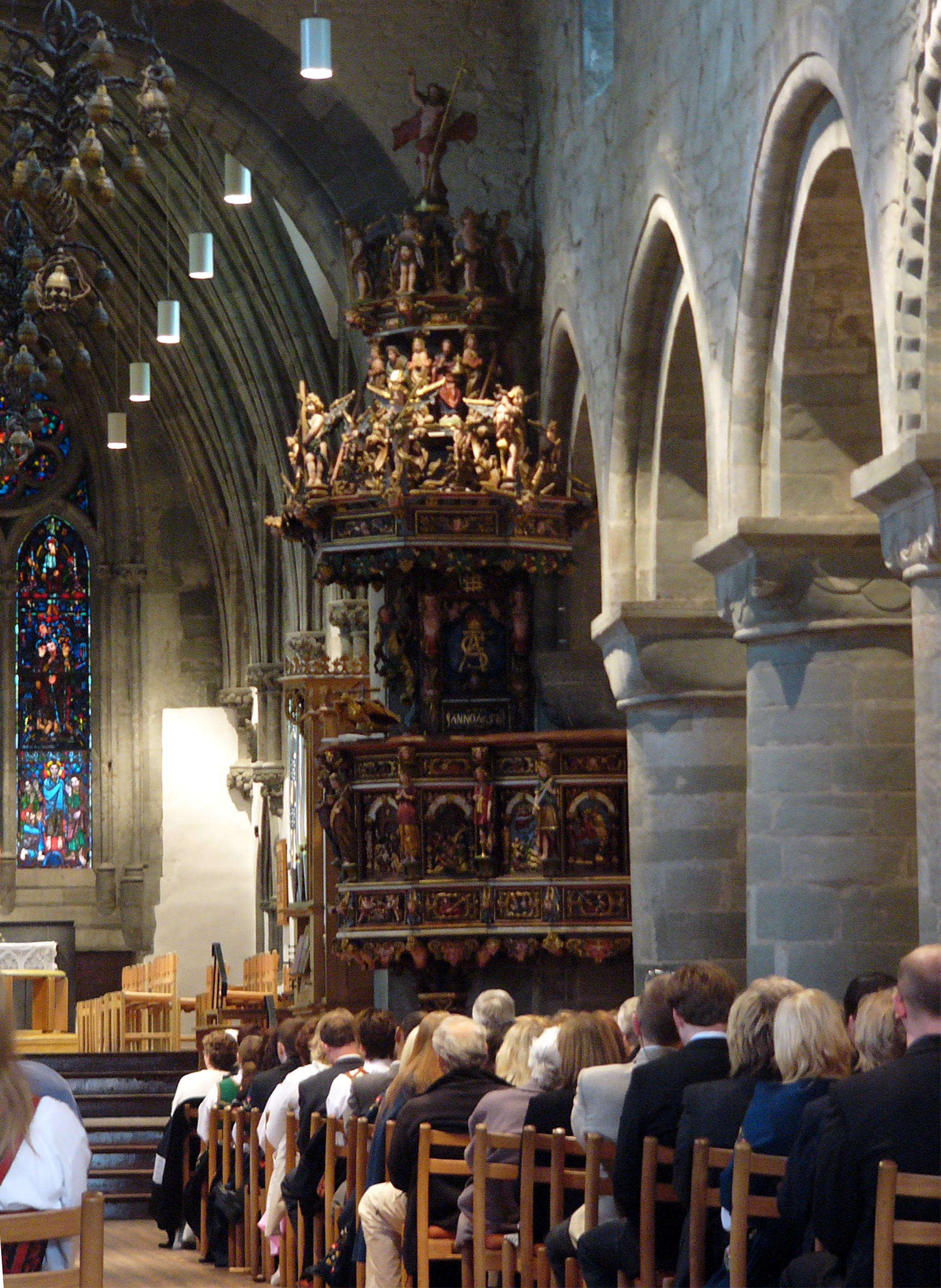
説教壇

スタヴァンゲル大聖堂は、イギリス、ウィンチェスターの司教であったレイナルド (Bishop Reinald) によって創設されたもので、ノルウェーで最も長い歴史をもつ。
創建当時、スタヴァンゲルの町の規模は非常に小さかったが、以降、大聖堂を中心として市街地が発展してきた。
守護聖人は、セント・スヴィッツン (Saint Svithun) である。建築様式は、アングロ・ノルマン様式である。建築資材としては、石が用いられている。堂内には、およそ800人を収容することができる。

## 歴史

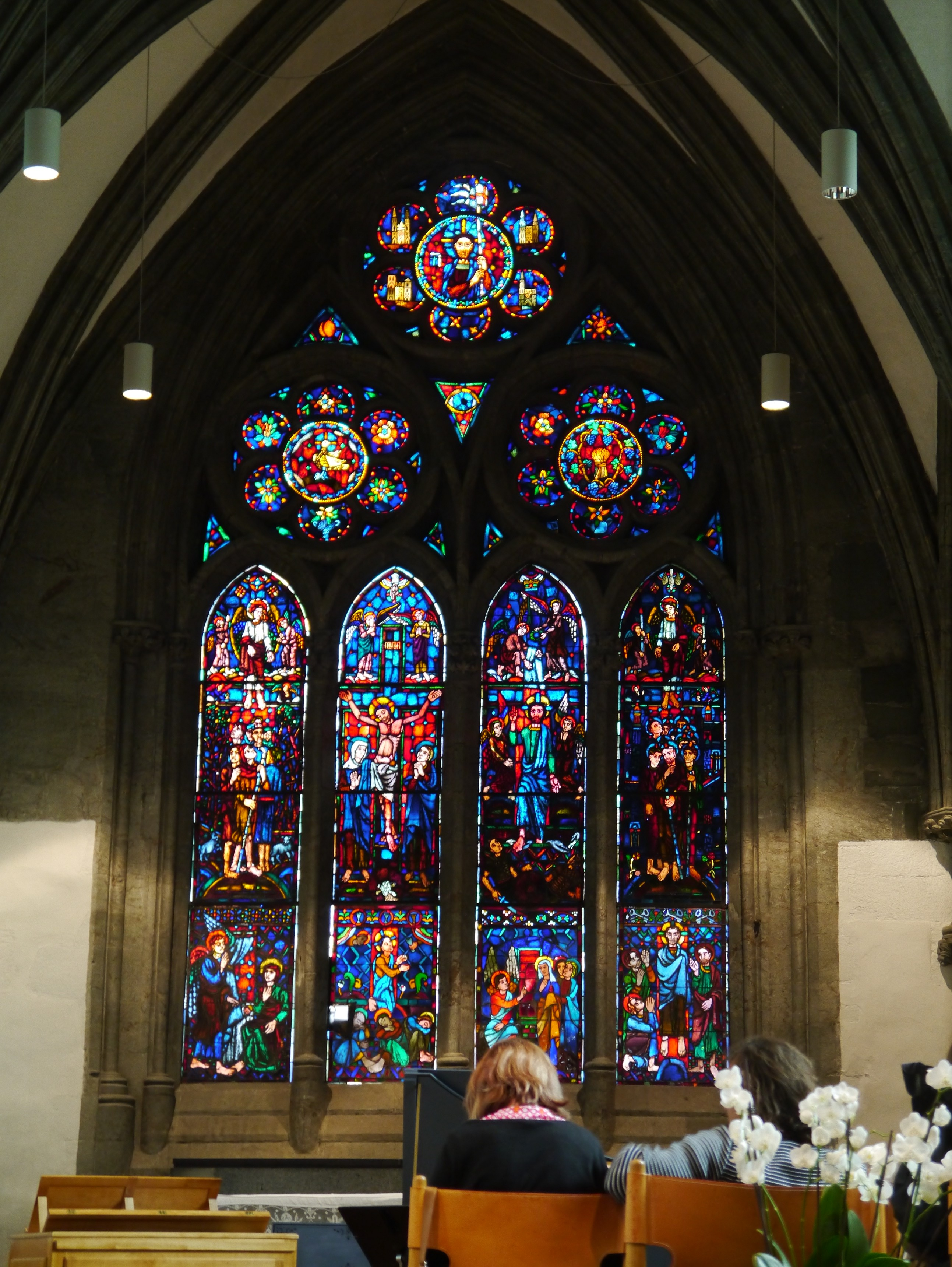
ステンドグラス

大聖堂の建築工事は、1100年頃に開始され、1125年頃に完成した。1272年に発生した火災によって、教会堂は被害を受けた。1300年代に、内陣がゴシック様式に改築された。
1658年、スコットランド人の職人、アンドリュー・スミス (en:Andrew Lawrenceson Smith) によって製作された説教壇が設置される。1957年、新約聖書のシーンが描かれたステンドグラスが、ガラスデザイナーのヴィクトル・スパッレ (en:Victor Sparre) によって製作された。

## 交通アクセス・周辺
スタヴァンゲル中央駅 (en:Stavanger Station) から、徒歩で北へおよそ5分ほど行ったところにある。大聖堂の建物は、ブライア湖 (en:Breiavatnet) のほとりにある丘の上に建てられている。
北側には、スタヴァンゲル海洋博物館 (no:Stavanger maritime museum) やノルウェー石油博物館 (no:Norsk Oljemuseum) などがある。